# Brug van Thomson

Brug van Thomson

De brug van Thomson of brug van Kelvin is een elektrische schakeling, bedacht door William Thomson (1824-1907), die wordt gebruikt om een onbekende laagohmige elektrische weerstand, onder 1Ω, te meten. Thomson mocht zich vanaf 1902 Lord Kelvin noemen.
Als bij het meten van laagohmige weerstanden de brug van Wheatstone wordt gebruikt, kan de optredende weerstand in de stroomkring niet worden genegeerd, omdat deze de meting te veel beïnvloeden. Thomson bracht om dit te voorkomen enkele aanpassingen in het ontwerp van Wheatstone aan, waarvan de introductie van de weerstanden {\displaystyle R3} en {\displaystyle R4} de belangrijkste is. Hiermee wordt de invloed van de bedrading tussen {\displaystyle Rx} en {\displaystyle Ra} uit de meting weggenomen.
Indien de verhoudingen {\displaystyle {\frac {R_{1}}{R_{2}}}} en {\displaystyle {\frac {R_{3}}{R_{4}}}} gelijk zijn en de brug in balans is, geldt de voorwaarde van Wheatstone weer:
{\displaystyle R_{x}=R_{a}{\frac {R_{1}}{R_{2}}}}
Graetz ·
H-brug ·
Hay ·
Maxwell ·
De Sauty ·
Schering ·
Thomson (Kelvin) ·
Wheatstone ·
Wien